# Lophiodon
Il lofiodonte (gen. Lophiodon) è un mammifero estinto, fossile dell'Eocene medio e superiore (da 45 a 40 milioni di anni fa). I suoi fossili sono stati rinvenuti in Europa.

## Un parente fossile dei tapiri
L'aspetto di questo animale doveva essere vagamente simile a quello di un grosso tapiro; le zampe, lunghe e robuste, sorreggevano un corpo pesante e a forma di botte. La testa era grande e probabilmente possedeva una corta proboscide, a causa della presenza di ossa nasali arretrate. La proboscide doveva servire all'animale in vita per portarsi alla bocca le molte foglie di cui il lofiodonte si cibava. Le dimensioni erano notevoli, e alcune specie potevano raggiungere la taglia di un rinoceronte. Benché strettamente imparentati con i tapiri, i lofiodonti si estinsero alla fine dell'Eocene, nel corso dell'evento chiamato Grand Coupure, e non lasciarono discendenti.

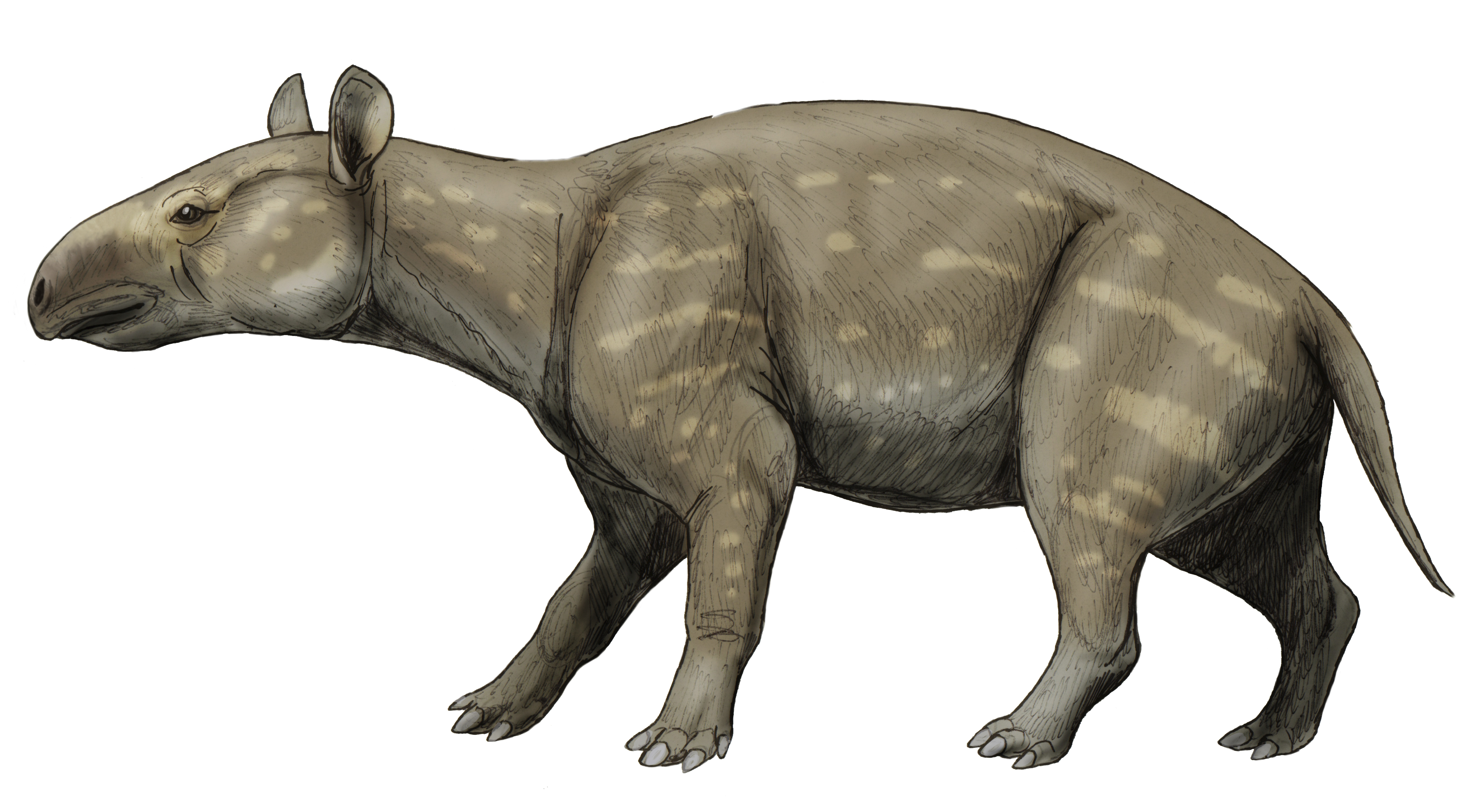
Ricostruzione di Lophiodon lautricense

Resti fossili di una specie di lofiodonte (L. lautricense) sono presenti al Museo di Paleontologia e Preistoria dell'Università di Ferrara.